# Taudactylus pleione
Taudactylus pleione är en groddjursart som beskrevs av Czechura 1986. Taudactylus pleione ingår i släktet Taudactylus och familjen Myobatrachidae. IUCN kategoriserar arten globalt som akut hotad. Inga underarter finns listade i Catalogue of Life.